# Комарово (Сокольский район)
Комарово — деревня в Сокольском районе Вологодской области.
Входит в состав Пельшемского сельского поселения, с точки зрения административно-территориального деления — в Пельшемский сельсовет.
Расстояние по автодороге до районного центра Сокола — 31 км, до центра муниципального образования Марковского — 4 км. Ближайшие населённые пункты — Надеево, Турово, Алферовское.
По переписи 2002 года население — 2 человека.